# Rodrigo Afonso de Sousa
Rodrigo Afonso de Sousa (Lisboa, c. 1540 – Lisboa, maio de 1597) foi um religioso português da Ordem de São Domingos, bispo de Viseu com o nome de D. Frei António de Sousa.

## Biografia
Era filho do navegador Martim Afonso de Sousa, Governador da Índia, e de sua mulher Ana Pimentel.
Entrou na ordem dominicana, onde professou a 7 de Março de 1557, tomando então o nome de Frei António de Sousa. Foi estudar na Universidade de Lovaina, onde obteve o grau de bacharel em teologia, tendo recebido também o grau de mestre da mesma faculdade na sua Ordem. Sendo pregador do rei D. Sebastião, foi eleito provincial em 1559, e, em 1580, participou em Roma no capítulo geral por morte do geral Frei Serafim Caballi, e onde se elegeu o novo mestre-geral Frei Paulo Contrabilli. Em 1594 foi nomeado vigário geral de toda a ordem dominicana, e a 22 de Agosto de 1594, nomeado bispo de Viseu, sendo consagrado em 15 de Fevereiro de 1595, no Convento de São Domingos de Benfica, por Fabio Biondi de Montalto, Patriarca Latino de Jerusalém e coletor apostólico em Portugal, auxiliado por Sebastião Mendes Fonseca, bispo-auxiliar de Lisboa e por Pedro Brandão, O. Carm., bispo de Santiago de Cabo Verde. Depois de ter residido por algum tempo na sua diocese, foi a Lisboa tratar-se de uma doença, e ali faleceu a 1 de Maio de 1596.
Deixou diversos manuscritos, imprimindo apenas a seguinte obra: Manual de Epicteto, philosopho, traduzido do grego em linguagem portugueza, Lisboa, 1594; reimprimiu-se em 1595. Na ano de 1785 fez-se também em Lisboa uma outra edição, com o titulo: Mannual do Epicteto, etc., novamente correcto e illustrado com escholios, e annotações criticas, e dirigido ao ill.mo e ex.mo sr. duque de Alafões, etc.